# David di Donatello al millor actor debutant
El premi David di Donatello al millor actor debutant (en italià: David di Donatello per il miglior attore esordiente) és un premi de cinema que anualment atorgava l'Acadèmia del Cinema Italià (ACI, Accademia del Cinema Italiano) per reconèixer el destacat actor debutant en una pel·lícula italiana estrenada l'any anterior a la cerimònia. Només es va atorgar en les edicions del 1982 i 1983.

## Guanyadors
Els guanyadors del premi han estat:
- 1982
  - Beppe Grillo - Cercasi Gesù
  - Alessandro Benvenuti - Ad ovest di Paperino
  - Enzo Decaro - Prima che sia troppo presto
- 1983
  - Fausto Rossi - Colpire al cuore
  - Marcello Lotti - Io, Chiara e lo scuro
  - Carlo De Matteis - Sciopèn